# Bob Martin
Bob Martin, (Krasnojarsk, Siberië, 7 juni 1922 - Wenen, 13 januari 1998) was een Oostenrijks zanger.

## Carrière
Van 1951 tot aan zijn pensionering in 1981 werkte Bob Martin als zanger in het koor van de Weense Staatsopera. Tevens was hij actief in andere genres: onder andere steunde hij de jazz-combo's "De Monte Carlos" en "De blauwe jongens". In 1957 speelde hij samen met Grethe Weiser in de remake van de klassieke film Toch een keer een grote lady uit het jaar 1934. Als zanger heeft hij deelgenomen aan vele opnames van opera's waarvan sommige nog steeds beschikbaar zijn in nieuwe edities.

## Deelname aan het Eurovisiesongfestival
In 1957 werd Bob Martin intern geselecteerd door de Oostenrijkse omroep ORF, zijnde de eerste vertegenwoordiger van Oostenrijk op het Eurovisiesongfestival in Frankfurt. Het lied dat Martin ten gehore bracht werd geschreven door Kurt Svab en Hans Werner en kreeg de titel Wohin, kleines Pony?. Veel succes had de eerste Oostenrijkse deelname echter niet; met slechts drie punten, een van Nederland en twee van het Verenigd Koninkrijk, eindigde hij op de tiende en laatste plaats.
1957: Bob Martin · 
1958: Liane Augustin · 
1959: Ferry Graf · 
1960: Harry Winter · 
1961: Jimmy Makulis · 
1962: Eleonore Schwarz · 
1963: Carmela Corren · 
1964: Udo Jürgens · 
1965: Udo Jürgens · 
1966: Udo Jürgens · 
1967: Peter Horton · 
1968: Karel Gott · 
1971: Marianne Mendt · 
1972: Milestones · 
1976: Waterloo & Robinson · 
1977: Schmetterlinge · 
1978: Springtime · 
1979: Christina Simon · 
1980: Blue Danube · 
1981: Marty Brem · 
1982: Mess · 
1983: Westend · 
1984: Anita · 
1985: Gary Lux · 
1986: Timna Brauer · 
1987: Gary Lux · 
1988: Wilfried · 
1989: Thomas Forstner · 
1990: Simone · 
1991: Thomas Forstner · 
1992: Tony Wegas · 
1993: Tony Wegas · 
1994: Petra Frey · 
1995: Stella Jones · 
1996: George Nussbaumer · 
1997: Bettina Soriat · 
1999: Bobbie Singer · 
2000: The Rounder Girls · 
2002: Manuel Ortega · 
2003: Alf Poier · 
2004: Tie Break · 
2005: Global Kryner · 
2007: Eric Papilaya · 
2011: Nadine Beiler · 
2012: Trackshittaz · 
2013: Natália Kelly · 
2014: Conchita Wurst · 
2015: The Makemakes · 
2016: Zoë · 
2017: Nathan Trent · 
2018: Cesár Sampson · 
2019: PÆNDA · 
2021: Vincent Bueno · 
2022: LUM!X feat. Pia Maria · 
2023: Teya & Salena · 
2024: Kaleen · 
2025: JJ
- Bibliothèque nationale de France: cb14186618q (data)
- Gemeinsame Normdatei: 13440355X
- International Standard Name Identifier: 0000 0000 8394 9852
- Library of Congress Control Number: n84217168
- MusicBrainz: 557a95cd-4d76-4523-b225-6ae4c670d2b0
- Nationale Bibliotheek van Israël: 987007446230505171
- Nationale Bibliotheek van Polen: a0000003289852
- SNAC: w6gf4cvx
- Virtual International Authority File: 75267309
- WorldCat: E39PBJhhxyKbyWJQqBpcjXWdQq